# Crnogorski vladari
U povijestii Crnogorci su imali četiri dinastije:
- Vojislavljevići

- Balšići

- Crnojevići

- Petrovići Njegoši.

### Dukljanska država, 10. st. – 12. st.
- Sveti Vladimir, dukljanski knez
- Vojislav, utemeljitelj dinastije Vojislavljevića
- Bodin, kralj dukljanski

- Arhont Petar

- Sveti Vladimir

- Vojislav

- Neda

- Mihailo

- Bodin

- Đorđe

- Grubeša

- Gradihna (Gradinja)

- Radoslav

- Mihailo III.

### Zetska država, 14. st.
- Grb Balšića

- Balša I.

- Balša II.

- Đurađ I. Balšić
- Đurađ II. Balšić

- Balša III.

### Crnojevića država, 15. st.
- Ivan Crnojević, gospodar Crne Gore

- Stefan I. Crnojević

- Ivan Crnojević

- Đurađ Crnojević

### Crna Gora (1516. – 1852.)
- Vladika Danilo Petrović
- Vasilije Petrović Njegoš
- Sveti Petar Cetinjski
- Petar II. Petrović Njegoš

- Danilo Petrović Njegoš

- Sava Petrović Njegoš

- Vasilije Petrović Njegoš

- Šćepan Mali

- Arsenije Plamenac

- Sveti Petar Cetinjski

- Petar II. Petrović Njegoš

### Crnogorska država 1852. – 1918.
- Danilo I. Petrović
- Nikola I. Petrović

- Danilo I. Petrović Njegoš

- Nikola I. Petrović Njegoš